# Ilse Noack
Ilse Charlotte Noack (* 11. Juni 1886 in Stettin; † nach 1932) war eine deutsche Schriftstellerin und Politikerin (DNVP).

## Leben
Ilse Noack wurde als Tochter eines Rechnungsrates in eine Beamtenfamilie geboren. Nach dem Besuch der Höheren Mädchenschule absolvierte sie das Lehrerinnenseminar und bestand im April 1905 die Prüfung für den Volksschuldienst. Sie machte eine Bühnenausbildung, besuchte 1909 Vorlesungen an der Sorbonne und unternahm weitere Studienreisen in romanische Länder sowie nach England. Im April 1914 wurde sie Volksschullehrerin an einer städtischen Schule in Stettin.
Noack betätigte sich ab Dezember 1918 politisch. Sie trat in die Deutschnationale Volkspartei (DNVP) ein und war Vorsitzende des Deutschen Evangelischen Frauenbundes in Stettin. 1921 wurde sie als Abgeordnete in den Preußischen Landtag gewählt, dem sie bis 1932 angehörte. Daneben betätigte sie sich als Schriftstellerin und verfasste Romane.